# Region Själland
Region Själland (danska: Region Sjælland) är en region i Danmark. Regionen bildades den 1 januari 2007 genom sammanslagning av Roskilde amt, Storstrøms amt och Vestsjællands amt. Huvudförvaltningen finns i Sorø.
Roskilde är regionens största kommun med cirka 80 800 invånare och Næstved är dess näst största kommun med 80 142 invånare (januari 2007).

## Kommuner
- Faxe kommun
- Greve kommun
- Guldborgsunds kommun
- Holbæks kommun
- Kalundborgs kommun
- Køge kommun
- Lejre kommun
- Lollands kommun
- Næstveds kommun
- Odsherreds kommun
- Ringsteds kommun
- Roskilde kommun
- Slagelse kommun
- Solrøds kommun
- Sorø kommun
- Stevns kommun
- Vordingborgs kommun